# Stephan Athanas
Stephan Athanas (* 17. Juni 1960 in Muri AG) ist ein Schweizer Musiker (E-Bass, Komposition).

## Leben und Wirken
Athanas lernte ab 1976 Bass bei Bobby Burri und Fernando Saunders. Ab 1980 absolvierte er ein Musikstudium an der Jazzschule Luzern und der Swiss Jazz School in Bern. Zwischen 1981 und 1984 erwarb er das Schulmusikdiplom an der Akademie für Schul- und Kirchenmusik Luzern. Am Berklee College of Music studierte er ab 1994 Filmmusik. Ab 1996 vertiefte er seine Kompositionskenntnisse bei Komponisten wie Dieter Schnebel, Christoph Baumann und Dieter Ammann.
Er trat zunächst als Bassist des Swiss Drums Orchestra mit Alex Bally, Bruno Spoerri, Jojo Mayer und Reto Weber in Erscheinung. Ab 1982 war er Mitglied der Funkjazz-Gruppe Splash und der zappaesken Gurksauer Lobby, mit denen er auch Schallplatten vorlegte. Ab 1993 spielte er Modern Creative mit Up 2 Date. Auslandsaufenthalte nutzte er für multinationale Musikprojekte. Aus ihnen entstanden 1995 atHAnas patTON vidAL und 1997 das ContempArabic Jazz Ensemble, mit denen er international auftritt und vier Alben vorlegte. 
Athanas schreibt Musik für Theater, Film, Kammerorchester sowie verschiedene Jazzensemble und beschäftigt sich auch mit Klanginstallationen. Er ist an der Fachhochschule Nordwestschweiz als Dozent für Medienkunst, Elektronische Musik, Max/MSP, Sound Design und als Leiter der FH-Bigband tätig.

## Lexigraphische Einträge
- Bruno Spoerri (Hrsg.):  Biografisches Lexikon des Schweizer Jazz CD-Beilage zu: Spoerri, Bruno (Hrsg.): Jazz in der Schweiz. Geschichte und Geschichten. Chronos-Verlag, Zürich 2005, ISBN 3-0340-0739-6